# 다산 정약용 (드라마)
《다산 정약용》은 1983년 8월 22일부터 1983년 8월 24일까지 MBC에서 방영된 여름 특집 드라마로, 한국인 재발견 시리즈 중 세 번째 드라마다.
이 드라마는 제1부 〈서쪽에서 부는 바람〉, 제2부 〈유민도〉, 제3부 〈자명소〉, 제4부 〈다산이 심은 뜻은〉으로 구성되어 있다.

## 등장 인물
- 정욱 - 정약용 역
- 고두심
- 이묵원
- 홍성민
- 김동현
- 이영후
- 김길호
- 현석
- 이미숙
- 김용건
- 남성훈
- 박영지
- 박상조
- 김호영
- 김기일
- 남영진
- 사상기
- 차윤회
- 최선균
- 강미
- 박종관
- 최병학
- 박인환
- 길용우
- 김애경
- 신국
- 김홍석
- 김동주
- 이동신
- 맹상훈
- 김형중
- 문용민
- 최현미
- 박용근
- 김순용